# 小行星2879
小行星2879（2879 Shimizu）是一颗围绕太阳公转的小行星。1932年2月14日，卡尔·威廉·雷睦斯在海德堡发现了此天体。
該小行星以日本業餘天文學家清水真一命名。
这颗小行星的绝对星等为25.38975等。